# Maaskerk (schip, 1929)
De Maaskerk was een lijnschip van de Holland - West-Afrikalijn. Het schip is gebouwd in 1929, en heeft tot in de jaren 50 doorgevaren voor de VNS. Het werd in 1953 in België gesloopt.

## Bron
- pagina over de Maaskerk
- Maritiem-Historische Databank